# Temporada do Club Universidad de Chile de 2011
O Club Universidad de Chile em 2011 participou de quatro competições: Torneio Apertura, onde foi o campeão, Copa Chile ficando em 9° colocado, Torneio Clausura, onde foi o campeão e Copa Sul-Americana, onde foi o campeão.

## Fatos marcantes

### Transferências

#### Entradas
A primeira contratação de peso, foi do goleiro Jhonny Herrera, ex-Corinthians, que atuava pelo Audax Italiano.
Em 16 de fevereiro de 2011, Marcos González deixou a Universidad Católica para acertar com a Universidad de Chile.
Depois de uma temporada no Quilmes, Charles Aránguiz foi comfirmado como reforço da Universidad de Chile, a pedido do treinador, Jorge Sampaoli.
Em junho de 2011, Gustavo Lorenzetti é anunciado como novo jogador da Universidad de Chile.

#### Saídas
Um mês depois, após a Universidad de Chile ter conquistado a Copa Sul-Americana de 2011 e Vargas ter sido o principal jogador do time, ele acertou sua ida para o Napoli.

## Elenco
- Atualizado em 31 de dezembro de 2011.

Legenda
- : Capitão

## Elenco da Copa Sul-Americana
- Atualizado em 31 de dezembro de 2011.

Legenda
- : Capitão

## Transferências

### Apertura
| Entradas |         |                |
|          | Jogador | Clube anterior |

| Saídas |         |                  |
|        | Jogador | Clube de destino |

Legenda
| - : Jogadores que retornam de empréstimo | - : Jogadores emprestados |

### Clausura
| Entradas |                        |                      |
|          | Jogador                | Clube anterior       |
|          | Osvaldo González (Z)   | Toluca               |
|          | Alejandro Márquez (V)  | Unión Temuco         |
|          | Nelson Rebolledo (M)   | Huachipato           |
|          | Gustavo Lorenzetti (M) | U. de Concepción     |
|          | Paulo Magalhaes (V)    | Colo-Colo            |
|          | Paulo Garcés (G)       | Universidad Católica |

| Saídas |                           |                  |
|        | Jogador                   | Clube de destino |
|        | Matías Pérez García (M)   | All Boys         |
|        | Carlos Escobar (Z)        | Fim de contrato  |
|        | Felipe Seymour (M)        | Genoa            |
|        | Edson Puch (A)            | Al Wasl          |
|        | José Contreras (M)        | Huachipato       |
|        | Yamil Cortés (A)          | Magallanes       |
|        | José Luis Silva (M)       | Everton          |
|        | Paulo Garcés (G)          | Unión La Calera  |
|        | Christopher Casaretto (G) | Fim de contrato  |

Legenda
| - : Jogadores que retornam de empréstimo | - : Jogadores emprestados |

## Competições

### Amistosos
| 8 de outubro | Universidad de Chile         | 2 – 0 | Alianza Lima | Estádio Nacional, Santiago |
| A definir    | Magalhaes 36' · Gallegos 53' |       |              | Árbitro: CHI Claudio Puga  |

#### Noche Azul
Final
| 18 de janeiro | Universidad de Chile | 0 − 2     | Cruz Azul              | Estádio Nacional de Chile, Santiago |
| 22:45 (UTC-3) |                      | Relatório | Orozco 78' · Ponce 86' | Árbitro: CHI Enrique Osses          |

#### Copa Gato
Final
| 5 de fevereiro | Colo-Colo   | 1 − 3 | Universidad de Chile                               | Estádio Municipal Germán Becker, Temuco     |
| 22:15 (UTC-3)  | Paredes 14' |       | Canales 22' (pen) · Rodríguez 36' · Rivarola 90+1' | Público: 15,000 Árbitro: CHI Julio Bascuñán |

| Colo-Colo:   |    |                    |                               |     |
|              |    |                    |                               |     |
| G            | 1  | Juan Castillo      |                               | 35' |
| LD           | 20 | Álvaro Ormeño      |                               | 67' |
| Z            | 3  | Luis Mena          |                               |     |
| Z            | 19 | Andrés Scotti      |                               |     |
| M            | 21 | Joan Muñoz         | Penalizado com cartão amarelo | 80' |
| V            | 2  | Paulo Magalhaes    |                               |     |
| V            | 14 | Rodrigo Millar     |                               |     |
| V            | 23 | Luis Pavez         |                               | 72' |
| M            | 18 | Lucas Wilchez      | 61'                           |     |
| A            | 7  | Esteban Paredes    |                               |     |
| A            | 8  | Mario Salgado      | Penalizado com cartão amarelo | 46' |
| Substitutos: |    |                    |                               |     |
| G            | 12 | Raúl Olivares      |                               | 35' |
| V            | 17 | José Luis Cabión   | Penalizado com cartão amarelo | 72' |
| M            | 10 | Cristóbal Jorquera |                               | 67' |
| M            | 29 | Juan Delgado       | Penalizado com cartão amarelo | 80' |
| A            | 11 | Ezequiel Miralles  |                               | 46' |
| Treinador:   |    |                    |                               |     |
| Diego Cagna  |    |                    |                               |     |

| Universidad de Chile: |    |                  |                               |     |
|                       |    |                  |                               |     |
| G                     | 25 | Jhonny Herrera   |                               |     |
| LD                    | 6  | Matías Rodríguez |                               |     |
| Z                     | 23 | Juan Abarca      |                               |     |
| Z                     | 13 | José Rojas       |                               |     |
| LE                    | 3  | Eugenio Mena     |                               |     |
| V                     | 14 | Felipe Seymour   |                               |     |
| M                     | 20 | Charles Aránguiz | Penalizado com cartão amarelo |     |
| A                     | 19 | Gustavo Canales  |                               | 71' |
| A                     | 17 | Eduardo Vargas   |                               | 59' |
| A                     | 18 | Edson Puch       | Penalizado com cartão amarelo | 82' |
| A                     | 8  | Gabriel Vargas   |                               | 58' |
| Substitutos:          |    |                  |                               |     |
| LD                    | 22 | José Contreras   |                               | 82' |
| M                     | 21 | Marcelo Díaz     | 89'                           | 58' |
| A                     | 7  | Diego Rivarola   |                               | 71' |
| A                     | 16 | Francisco Castro |                               | 59' |
| Treinador:            |    |                  |                               |     |
| Jorge Sampaoli        |    |                  |                               |     |

Premiação
| Copa Gato                                 |
| Chile                                     |
| ----------------------------------------- |
| Universidad de Chile Campeão (13º título) |

### Torneio Apertura
Fase regular
| Classificação | Classificação        | Classificação | Classificação | Classificação | Classificação | Classificação | Classificação | Classificação | Classificação |
| Pos           | Time                 | PG            | J             | V             | E             | D             | GP            | GS            | SG            |
| ------------- | -------------------- | ------------- | ------------- | ------------- | ------------- | ------------- | ------------- | ------------- | ------------- |
| 2             | Universidad de Chile | 35            | 17            | 10            | 5             | 2             | 39            | 20            | +19           |

- Ver classificação completa aqui:

| 29 de janeiro 1ª rodada | Deportes La Serena | 1 – 1 | Universidad de Chile | La Serena                                                     |  |
| 20:30 (UTC-3)           | Guidi 84'          |       | Puch 12'             | Estádio: La Portada Público: 7,577 Árbitro: CHI Eduardo Ponce |  |

| 5 de fevereiro 2ª rodada | Universidad de Chile                   | 3 – 1 | Ñublense   | Santiago                                                            |  |
| 20:00 (UTC-3)            | Canales 14' · G. Vargas 30' · Puch 67' |       | Rivera 87' | Estádio: Nacional de Chile Público: 9,453 Árbitro: CHI Claudio Puga |  |

| 13 de fevereiro 3ª rodada | Cobreloa     | 1 – 4 | Universidad de Chile                         | Calama                                                                  |  |
| 16:00 (UTC-3)             | González 62' |       | Puch 19', 88' · Mena 69' · Canales 77' (pen) | Estádio: Municipal de Calama Público: 8,811 Árbitro: CHI Eduardo Gamboa |  |

| 20 de fevereiro 4ª rodada | Universidad de Chile    | 2 – 1 | Unión Española | Santiago                                                              |  |
| 20:30 (UTC-3)             | E. Vargas 3' · Puch 72' |       | Leal 92' (pen) | Estádio: Nacional de Chile Público: 25,000 Árbitro: CHI Enrique Osses |  |

| 24 de fevereiro 5ª rodada | Universidad de Chile | 1 – 2 | Santiago Morning       | Santiago                                                             |  |
| 21:00 (UTC-3)             | Abarca 9'            |       | Cantero 2' · Gómez 78' | Estádio: Nacional de Chile Público: 19,514 Árbitro: CHI Claudio Puga |  |

| 27 de fevereiro 6ª rodada | Univ. de Concepción | 1 – 5 | Universidad de Chile                                                 | Concepción                                                                   |  |
| 17:00 (UTC-3)             | Mena 47' (g.c.)     |       | Abarca 41' · Marino 46' · Canales 57' · E. Vargas 61' · Gallegos 86' | Estádio: Municipal de Concepción Público: 17,867 Árbitro: CHI Eduardo Gamboa |  |

| 5 de março 7ª rodada | Universidad de Chile | 0 – 2 | Unión San Felipe      | Santiago                                                               |  |
| 20:30 (UTC-3)        |                      |       | Urbano 26' (pen), 52' | Estádio: Nacional de Chile Público: 15,970 Árbitro: CHI Julio Bascuñan |  |

| 24 de março 8ª rodada | Cobresal                       | 2 – 5 | Universidad de Chile                                   | El Salvador                                                 |  |
| 15:30 (UTC-3)         | Aránguiz 32' (g.c.) · Soza 33' |       | Mena 5' · G. Vargas 36' · Puch 56' 62' · Rodríguez 92' | Estádio: El Cobre Público: 4,004 Árbitro: CHI Enrique Osses |  |

| 19 de março 9ª rodada | O'Higgins | 1 – 1 | Universidad de Chile | Rancagua                                                       |  |
| 16:00 (UTC-3)         | Suárez 7' |       | Puch 47'             | Estádio: El Teniente Público: 10,810 Árbitro: CHI Jorge Osorio |  |

| 3 de abril 10ª rodada | Universidad de Chile                                              | 4 – 1 | Santiago Wanderers | Santiago                                                         |  |
| 18:30 (UTC-3)         | M. González 9' · Godoy 43' (g.c.) · E. Vargas 64' · G. Vargas 73' |       | Muñoz 28'          | Estádio: Santa Laura Público: 15,923 Árbitro: CHI Eduardo Gamboa |  |

| 9 de abril 11ª rodada | Deportes Iquique      | 2 – 2 | Universidad de Chile          | Iquique                                                                 |  |
| 22:00 (UTC-3)         | Ramos 74' · Núñez 82' |       | G. Vargas 60' · E. Vargas 72' | Estádio: Tierra de Campeones Público: 9,120 Árbitro: CHI Julio Bascuñan |  |

| 16 de abril 12ª rodada | Unión La Calera | 0 – 2 | Universidad de Chile  | Viña del Mar                                                |  |
| 15:30 (UTC-3)          |                 |       | Marino 33' · Puch 64' | Estádio: Sausalito Público: 6,954 Árbitro: CHI Jorge Osorio |  |

| 23 de abril 13ª rodada | Universidad de Chile | 0 – 0 | Palestino | Santiago                                                   |  |
| 18:00 (UTC-3)          |                      |       |           | Estádio: Nacional de Chile Árbitro: CHI Claudio Fuenzalida |  |

| 30 de abril 14ª rodada | Universidad de Chile            | 2 – 1 | Colo-Colo    | Santiago                                                              |  |
| 16:00 (UTC-3)          | Marino 87' (pen) · Rivarola 89' |       | Miralles 64' | Estádio: Nacional de Chile Público: 32,323 Árbitro: CHI Enrique Osses |  |

| 7 de maio 15ª rodada | Huachipato | 1 – 3 | Universidad de Chile                       | Talcahuano                                              |  |
| 15:30 (UTC-3)        | Zelaye 93' |       | E. Vargas 18' · Canales 70' · Rivarola 82' | Estádio: CAP Público: 8,228 Árbitro: CHI Eduardo Gamboa |  |

| 15 de maio 16ª rodada | Universidad Católica          | 2 – 2 | Universidad de Chile | Santiago                                                                   |  |
| 15:30 (UTC-3)         | Gutiérrez 11' · Mirosevic 37' |       | E. Vargas 2', 15'    | Estádio: San Carlos de Apoquindo Público: 18,468 Árbitro: CHI Jorge Osorio |  |

| 21 de maio 17ª rodada | Universidad de Chile        | 2 – 1 | Audax Italiano | Santiago                                                        |  |
| 12:00 (UTC-3)         | Rodríguez 3' · Rivarola 82' |       | Canío 78'      | Estádio: Santa Laura Público: 4,922 Árbitro: CHI Eduardo Gamboa |  |

Quartas-de-final
As partidas pela fase de play-offs:
| 25 de maio    | Unión San Felipe | 1 – 2 | Universidad de Chile            | Estádio Municipal de San Felipe, San Felipe |
| 18:00 (UTC-3) | Urbano 26'       |       | Canales 48' (pen) · Acevedo 58' | Público: 7,000 Árbitro: CHI Julio Bascuñan  |

| 28 de maio    | Universidad de Chile | 1 – 1 | Unión San Felipe | Estádio Nacional de Chile, Santiago         |
| 18:00 (UTC-3) | E. Vargas 6'         |       | Trecco 64'       | Público: 15,322 Árbitro: CHI Eduardo Gamboa |

- Universidad de Chile ganhou por 3−1 no placar global.

Semifinais
| 1 de junho    | O'Higgins | 0 – 1 | Universidad de Chile | Estádio Nacional de Chile, Santiago         |
| 18:00 (UTC-3) |           |       | Rivarola 67'         | Público: 11,184 Árbitro: CHI Patricio Polic |

| 4 de junho    | Universidad de Chile                                                                   | 7 – 1 | O'Higgins    | Estádio El Teniente, Rancagua             |
| 17:00 (UTC-3) | E. Vargas 9' · Aránguiz 13' · Canales 24', 85' · Acevedo 33' · Díaz 67' · Rivarola 81' |       | Gutiérrez 8' | Público: 24,863 Árbitro: CHI Jorge Osorio |

- Universidad de Chile ganhou por 8−1 no placar global.

Final
| 9 de junho    | Universidad de Chile | 0 – 2 | Universidad Católica      | Estádio San Carlos de Apoquindo, Santiago |
| 20:00 (UTC-3) |                      |       | Costa 58' · Mirosevic 90' | Público: 30,248 Árbitro: CHI Claudio Puga |

| Universidad de Chile: |    |                  |     |     |
|                       |    |                  |     |     |
| G                     | 25 | Jhonny Herrera   | 66' |     |
| LD                    | 6  | Matías Rodríguez |     | 54' |
| Z                     | 5  | Albert Acevedo   | 10' |     |
| Z                     | 13 | José Rojas       |     |     |
| LE                    | 3  | Eugenio Mena     |     |     |
| V                     | 14 | Felipe Seymour   |     |     |
| V                     | 15 | Guillermo Marino | 62' |     |
| M                     | 20 | Charles Aránguiz | 44' |     |
| A                     | 17 | Eduardo Vargas   |     |     |
| A                     | 19 | Gustavo Canales  |     | 41' |
| A                     | 16 | Francisco Castro |     | 54' |
| Substitutos:          |    |                  |     |     |
| V                     | 21 | Marcelo Díaz     | 84' | 41' |
| A                     | 7  | Diego Rivarola   |     | 86' |
| A                     | 18 | Edson Puch       |     | 54' |
| Treinador:            |    |                  |     |     |
| Jorge Sampaoli        |    |                  |     |     |

| Universidad Católica: |    |                      |     |     |
|                       |    |                      |     |     |
| G                     | 23 | Cristopher Toselli   | 68' |     |
| LD                    | 6  | Juan Eluchans        |     |     |
| Z                     | 26 | Enzo Andía           |     |     |
| Z                     | 24 | Alfonso Parot        |     |     |
| Z                     | 16 | Hans Martínez        |     |     |
| V                     | 8  | Jorge Ormeño         |     |     |
| V                     | 25 | Tomás Costa          | 83' |     |
| M                     | 10 | Milovan Mirosevic    |     |     |
| M                     | 21 | Felipe Gutiérrez     |     | 79' |
| M                     | 9  | Fernando Meneses     |     | 87' |
| A                     | 2  | Lucas Pratto         | 67' | 92' |
| Substitutos:          |    |                      |     |     |
| V                     | 27 | Gonzalo Sepúlveda    |     | 87' |
| A                     | 19 | Pizarro              |     | 79' |
| A                     | 17 | José Luis Villanueva |     | 92' |
| Treinador:            |    |                      |     |     |
| Juan Antonio Pizzi    |    |                      |     |     |

| 12 de junho   | Universidad Católica | 1 – 4 | Universidad de Chile                                            | Estádio Nacional de Chile, Santiago        |
| 17:00 (UTC-3) | Lucas Pratto 23'     |       | Gustavo Canales 16' (pen), 51' (pen), 55' · Eluchans 25' (g.c.) | Público: 39,685 Árbitro: CHI Enrique Osses |

| Universidad Católica: |    |                      |          |     |
|                       |    |                      |          |     |
| G                     | 23 | Cristopher Toselli   | 52'      |     |
| LD                    | 6  | Juan Eluchans        |          |     |
| Z                     | 26 | Enzo Andía           |          |     |
| Z                     | 24 | Alfonso Parot        | 66'      |     |
| M                     | 7  | Rodrigo Valenzuela   | 15'      | 86' |
| V                     | 6  | Francisco Silva      |          |     |
| V                     | 8  | Jorge Ormeño         | 24'      | 75' |
| V                     | 25 | Tomás Costa          | 20', 35' |     |
| M                     | 10 | Milovan Mirosevic    | 26'      |     |
| M                     | 9  | Fernando Meneses     |          | 62' |
| A                     | 2  | Lucas Pratto         |          |     |
| Substitutos:          |    |                      |          |     |
| M                     | 21 | Felipe Gutiérrez     |          | 62' |
| A                     | 22 | Roberto Gutiérrez    | 79'      | 75' |
| A                     | 17 | José Luis Villanueva |          | 86' |
| Treinador:            |    |                      |          |     |
| Juan Antonio Pizzi    |    |                      |          |     |

| Universidad de Chile: |    |                  |     |     |
|                       |    |                  |     |     |
| G                     | 25 | Jhonny Herrera   |     |     |
| LD                    | 6  | Matías Rodríguez |     | 65' |
| Z                     | 5  | Marcos González  |     |     |
| Z                     | 13 | José Rojas       |     |     |
| LE                    | 3  | Eugenio Mena     |     |     |
| V                     | 14 | Felipe Seymour   |     |     |
| V                     | 15 | Guillermo Marino |     | 62' |
| M                     | 20 | Charles Aránguiz | 30' |     |
| A                     | 17 | Eduardo Vargas   | 82' |     |
| A                     | 19 | Gustavo Canales  |     |     |
| A                     | 18 | Edson Puch       | 39' | 77' |
| Substitutos:          |    |                  |     |     |
| Z                     | 5  | Albert Acevedo   |     | 65' |
| V                     | 21 | Marcelo Díaz     |     | 62' |
| A                     | 7  | Diego Rivarola   |     | 77' |
| Treinador:            |    |                  |     |     |
| Jorge Sampaoli        |    |                  |     |     |

- Universidad de Chile ganhou por 4−3 no placar global.

Premiação
| Torneio Apertura                          |
| Chile                                     |
| ----------------------------------------- |
| Universidad de Chile Campeão (14º título) |

### Copa Chile
Terceira fase
| Classificação | Classificação        | Classificação | Classificação | Classificação | Classificação | Classificação | Classificação | Classificação | Classificação |
| Pos           | Time                 | PG            | J             | V             | E             | D             | GP            | GS            | SG            |
| ------------- | -------------------- | ------------- | ------------- | ------------- | ------------- | ------------- | ------------- | ------------- | ------------- |
| 9             | Universidad de Chile | 13            | 6             | 4             | 1             | 1             | 6             | 4             | +2            |

- Ver classificação completa aqui:

| 13 de Julho Ida | Universidad de Chile | 0 – 2 | Magallanes | A definir |
| 19:00 (UTC-3)   |                      |       |            |           |

| 27 de junho Ida | Unión San Felipe | 0 – 1 | Universidad de Chile | A definir |  |
| 16:00 (UTC-3)   |                  |       | Francisco Castro 82' |           |  |

| 2 de julho Ida | Universidad de Chile | 2 – 1 | Unión Española | A definir |
| 17:00 (UTC-3)  |                      |       |                |           |

| 10 de julho Volta | Magallanes | 1 – 1 | Universidad de Chile | A definir |
| 16:00 (UTC-3)     |            |       |                      |           |

| 17 de julho Volta | Universidad de Chile | 1 – 0 | Unión San Felipe | A definir |
| 12:00 (UTC-3)     |                      |       |                  |           |

| 23 de julho Volta | Unión Española | 0 – 1 | Universidad de Chile | A definir |
| 17:00 (UTC-3)     |                |       |                      |           |

### Torneio Clausura
Fase regular
| Classificação | Classificação        | Classificação | Classificação | Classificação | Classificação | Classificação | Classificação | Classificação | Classificação |
| Pos           | Time                 | PG            | J             | V             | E             | D             | GP            | GS            | SG            |
| ------------- | -------------------- | ------------- | ------------- | ------------- | ------------- | ------------- | ------------- | ------------- | ------------- |
| 1             | Universidad de Chile | 39            | 17            | 11            | 6             | 0             | 39            | 15            | +24           |

- Ver classificação completa aqui:

| 30 de julho 1ª rodada | Universidad de Chile                         | 3 – 0 | Deportes La Serena | Santiago                                                               |  |
| 20:00 (UTC-3)         | G. Vargas 10' · Canales 35' · Lorenzetti 54' |       |                    | Estádio: Nacional de Chile Público: 3,520 Árbitro: CHI Christian Rojas |  |

| 3 de setembro 2ª rodada | Ñublense    | 1 – 4 | Universidad de Chile                                   | Chillán                                                                           |  |
| 15:00 (UTC-3)           | Vásquez 55' |       | G. Vargas 24' · Castro 39' (pen) · Lorenzetti 41', 46' | Estádio: Municipal Nelson Oyarzún Arenas Público: 7,000 Árbitro: CHI Claudio Puga |  |

| 14 de agosto 3ª rodada | Universidad de Chile                | 3 – 1 | Cobreloa    | Santiago                                                             |  |
| 18:00 (UTC-3)          | Lorenzetti 14', 72' · E. Vargas 81' |       | Lusardi 58' | Estádio: Nacional de Chile Público: 16,028 Árbitro: CHI Jorge Osorio |  |

| 21 de agosto 4ª rodada | Unión Española | 0 – 1 | Universidad de Chile | Santiago                                                       |  |
| 16:00 (UTC-3)          |                |       | Castro 58'           | Estádio: Santa Laura Público: 6,888 Árbitro: CHI Enrique Osses |  |

| 25 de agosto 5ª rodada | Santiago Morning | 0 – 2 | Universidad de Chile         | Santiago                                                                    |  |
| 20:00 (UTC-3)          |                  |       | G. Vargas 20' · Rivarola 79' | Estádio: Municipal de La Pintana Público: 2,163 Árbitro: CHI Carlos Rumiano |  |

| 28 de agosto 6ª rodada | Universidad de Chile              | 2 – 0 | Univ. de Concepción | Santiago                                                             |  |
| 18:30 (UTC-3)          | Gallegos 14' · Rivarola 73' (pen) |       |                     | Estádio: Nacional de Chile Público: 9,450 Árbitro: CHI Enrique Osses |  |

| 10 de setembro 7ª rodada | Unión San Felipe | 0 – 3 | Universidad de Chile                      | Quillota                                                                           |  |
| 18:00 (UTC-3)            |                  |       | Lorenzetti 27' · Mena 40' · E. Vargas 54' | Estádio: Municipal Lucio Fariña Fernández Público: 5,500 Árbitro: CHI Jorge Osorio |  |

| 17 de setembro 8ª rodada | Universidad de Chile            | 3 – 1 | Cobresal    | La Florida                                                                  |  |
| 12:00 (UTC-3)            | Castro 71', 82' · E. Vargas 84' |       | Cuéllar 40' | Estádio: Municipal de La Florida Público: 10,214 Árbitro: CHI Roberto Tobar |  |

| 25 de setembro 9ª rodada | Universidad de Chile            | 3 – 0 | O'Higgins | Santiago                                                             |  |
| 18:30 (UTC-3)            | E. Vargas 20', 81' · Castro 49' |       |           | Estádio: Nacional de Chile Público: 29,918 Árbitro: CHI Claudio Puga |  |

| 28 de setembro 10ª rodada | Santiago Wanderers | 1 – 1 | Universidad de Chile | Valparaíso                                                      |  |
| 18:00 (UTC-3)             | Orué 4'            |       | Castro 47'           | Estádio: Playa Ancha Público: 8,423 Árbitro: CHI Julio Bascuñán |  |

| 1 de outubro 11ª rodada | Universidad de Chile        | 2 – 2 | Deportes Iquique      | Santiago                                                             |  |
| 20:30 (UTC-3)           | G. Vargas 3' · Aránguiz 66' |       | Bogado 88' · Ríos 90' | Estádio: Nacional de Chile Público: 15,233 Árbitro: CHI Jorge Osorio |  |

| 12 de outubro 12ª rodada | Universidad de Chile                              | 3 – 2 | Unión La Calera              | Santiago                                                             |  |
| 21:00 (UTC-3)            | Rodríguez 19' (g.c.) · Magalhaes 58' · Castro 89' |       | Bahamondes 28' · Cólzera 46' | Estádio: Nacional de Chile Público: 6,320 Árbitro: CHI Enrique Osses |  |

| 22 de novembro 13ª rodada | Palestino     | 1 – 1 | Universidad de Chile | Santiago                                                                  |  |
| 18:15 (UTC-3)             | Fernandes 60' |       | Gallegos 34'         | Estádio: Nacional de Chile Público: 8,108 Árbitro: CHI Claudio Fuenzalida |  |

| 30 de outubro 14ª rodada | Colo-Colo              | 2 – 2 | Universidad de Chile                    | Santiago                                                                     |  |
| 17:00 (UTC-3)            | Paredes 46' (pen), 59' |       | Aránguiz 5' (pen) · Molinas 111' (g.c.) | Estádio: Monumental David Arellano Público: 40,306 Árbitro: CHI Claudio Puga |  |

| 6 de novembro 15ª rodada | Universidad de Chile                                               | 5 – 3 | Huachipato                  | Santiago                                                               |  |
| 18:30 (UTC-3)            | E. Vargas 4' · Castro 12' · Rodríguez 32' · Canales 77' (pen), 90' |       | Rossi 14', 85' · Cortés 54' | Estádio: Nacional de Chile Público: 16,987 Árbitro: CHI Eduardo Gamboa |  |

| 20 de novembro 16ª rodada | Universidad de Chile | 0 – 0 | Universidad Católica | Santiago                                                             |  |
| 17:00 (UTC-3)             |                      |       |                      | Estádio: Nacional de Chile Público: 22,756 Árbitro: CHI Jorge Osorio |  |

| 27 de novembro 17ª rodada | Audax Italiano | 1 – 1 | Universidad de Chile | La Florida                                                                  |  |
| 20:00 (UTC-3)             | Pereyra 84'    |       | Magalhaes 70'        | Estádio: Municipal de La Florida Público: 6,445 Árbitro: CHI Carlos Rumiano |  |

Quartas-de-final
As partidas pela fase de play-offs:
| 4 de dezembro | Unión Española | 0 – 1 | Universidad de Chile | Estádio Santa Laura, Santiago              |
| 18:30 (UTC-3) |                |       | G. Vargas 91'        | Público: 3,671 Árbitro: CHI Julio Bascuñán |

| 11 de dezembro | Universidad de Chile              | 3 – 0 | Unión Española | Estádio Nacional de Chile, Santiago         |
| 18:15 (UTC-3)  | G. Vargas 31', 42' · Rivarola 75' |       |                | Público: 12,353 Árbitro: CHI Patricio Polic |

- Universidad de Chile ganhou por 4−0 no placar global.

Semifinais
| 18 de dezembro | Universidad Católica | 1 – 2 | Universidad de Chile    | Estádio San Carlos de Apoquindo, Santiago   |
| 12:00 (UTC-3)  | Harbottle 20'        |       | Aránguiz 41' · Mena 71' | Público: 11,638 Árbitro: CHI Eduardo Gamboa |

| 22 de dezembro | Universidad de Chile | 1 – 2 | Universidad Católica           | Estádio Nacional de Chile, Santiago         |
| 19:00 (UTC-3)  | O. González 59'      |       | Harbottle 42' · Villanueva 90' | Público: 20,830 Árbitro: CHI Patricio Polic |

- Universidad de Chile empatou por 3−3 no placar global. Porém se classificou por estar melhor posicionado na tabela geral.

Final
| 26 de dezembro | Cobreloa | 0 – 0 | Universidad de Chile | Estádio Municipal de Calama, Calama         |
| 17:00          |          |       |                      | Público: 10,268 Árbitro: CHI Eduardo Gamboa |

| Cobreloa:     |    |                  |     |     |
|               |    |                  |     |     |
| G             | 22 | Nicolás Peric    |     |     |
| M             | 20 | Carlos Gómez     |     |     |
| Z             | 31 | Cristián Suárez  |     |     |
| Z             | 17 | Sebastián Roco   | 36' |     |
| M             | 25 | Andrés Oroz      |     |     |
| V             | 21 | Bryan Cortés     |     |     |
| Z             | 14 | Felipe Rojas     |     | 71' |
| M             | 26 | Pedro Vera       |     | 78' |
| M             | 24 | Sebastián Zúñiga |     |     |
| A             | 11 | Diego Barrios    |     | 86' |
| A             | 27 | Nicolás Trecco   |     |     |
| Substitutos:  |    |                  |     |     |
| V             | 5  | Cristián Rojas   | 80' | 71' |
| A             | 28 | Álvaro López     |     | 78' |
| A             | 18 | Patricio Schwob  |     | 86' |
| Treinador:    |    |                  |     |     |
| Nelson Acosta |    |                  |     |     |

| Universidad de Chile: |    |                      |     |     |
|                       |    |                      |     |     |
| G                     | 25 | Jhonny Herrera       |     |     |
| Z                     | 4  | Osvaldo González     |     |     |
| Z                     | 2  | Marcos González      |     |     |
| Z                     | 13 | José Rojas           |     |     |
| LD                    | 6  | Matías Rodríguez     |     | 46' |
| V                     | 21 | Marcelo Díaz         |     |     |
| M                     | 20 | Charles Aránguiz     | 72' |     |
| LE                    | 3  | Eugenio Mena         |     |     |
| V                     | 27 | Paulo Magalhaes      |     |     |
| A                     | 19 | Gustavo Canales      |     | 69' |
| A                     | 16 | Francisco Castro     | 49' | 82' |
| Substitutos:          |    |                      |     |     |
| M                     | 22 | Gustavo Lorenzetti   |     | 46' |
| A                     | 8  | Gabriel Vargas       |     | 69' |
| A                     | 28 | Luis Felipe Gallegos |     | 82' |
| Treinador:            |    |                      |     |     |
| Jorge Sampaoli        |    |                      |     |     |

| 29 de dezembro | Universidad de Chile                        | 3 – 0 | Cobreloa | Estádio Nacional de Chile, Santiago        |
| 21:00          | Canales 24' · E. Vargas 28' · Rodríguez 35' |       |          | Público: 44,870 Árbitro: CHI Enrique Osses |

| Universidad de Chile: |    |                    |     |     |
|                       |    |                    |     |     |
| G                     | 25 | Jhonny Herrera     |     |     |
| Z                     | 4  | Osvaldo González   |     |     |
| Z                     | 2  | Marcos González    |     | 46' |
| Z                     | 13 | José Rojas         |     |     |
| LE                    | 3  | Eugenio Mena       |     |     |
| V                     | 21 | Marcelo Díaz       |     |     |
| M                     | 20 | Charles Aránguiz   |     |     |
| M                     | 22 | Gustavo Lorenzetti |     | 57' |
| A                     | 17 | Eduardo Vargas     | 88' |     |
| A                     | 19 | Gustavo Canales    |     | 32' |
| A                     | 16 | Francisco Castro   |     |     |
| Substitutos:          |    |                    |     |     |
| LD                    | 6  | Matías Rodríguez   |     | 32' |
| Z                     | 5  | Albert Acevedo     |     | 46' |
| A                     | 7  | Diego Rivarola     |     | 57' |
| Treinador:            |    |                    |     |     |
| Jorge Sampaoli        |    |                    |     |     |

| Cobreloa:     |    |                  |     |     |
|               |    |                  |     |     |
| G             | 22 | Nicolás Peric    |     | 43' |
| M             | 20 | Carlos Gómez     |     |     |
| Z             | 31 | Cristián Suárez  | 43' |     |
| Z             | 17 | Sebastián Roco   | 83' |     |
| M             | 25 | Andrés Oroz      |     |     |
| M             | 26 | Pedro Vera       | 70' |     |
| Z             | 14 | Felipe Rojas     |     | 55' |
| V             | 21 | Bryan Cortés     |     | 46' |
| M             | 10 | Hugo Lusardi     |     |     |
| A             | 11 | Diego Barrios    |     |     |
| A             | 27 | Nicolás Trecco   |     |     |
| Substitutos:  |    |                  |     |     |
| G             | 15 | Luciano Palos    |     | 43' |
| LD            | 6  | Boris González   |     | 55' |
| M             | 24 | Sebastián Zúñiga |     | 46' |
| Treinador:    |    |                  |     |     |
| Nelson Acosta |    |                  |     |     |

- Universidad de Chile ganhou por 3−0 no placar global.

Premiação
| Campeonato Chileno (Clausura)             |
| Chile                                     |
| ----------------------------------------- |
| Universidad de Chile Campeão (15º título) |

### Copa Sul-Americana
Primeira fase
As partidas pela primeira fase da Copa Sul-Americana:
| 9 de agosto   | Universidad de Chile | 1 – 0     | Fénix | Estádio Nacional, Santiago                  |
| 21:00 (UTC-4) | E. Vargas 54'        | Relatório |       | Público: 19,320 Árbitro: PAR Julio Quintana |

| 18 de agosto  | Fénix | 0 – 0     | Universidad de Chile | Estádio Centenário, Montevidéu |
| 19:15 (UTC-3) |       | Relatório |                      | Árbitro: PR Héber Lopes        |

- Universidad de Chile ganhou por 1−0 no placar global.

Segunda fase
As partidas pela segunda fase da Copa Sul-Americana:
| 13 de setembro | Universidad de Chile | 1 – 0     | Nacional | Estádio Nacional de Chile, Santiago |
| 21:15 (UTC−3)  | E. Vargas 59'        | Relatório |          | Árbitro: SP Paulo de Oliveira       |

| 21 de setembro | Nacional | 0 – 2[a]  | Universidad de Chile          | Estádio Gran Parque Central, Montevidéu |
| 19:15 (UTC−3)  |          | Relatório | E. Vargas 11' · Rodríguez 12' | Árbitro: PAR Antonio Arias              |

- Universidad de Chile ganhou por 3−0 no placar global.

Fase final
As partidas pela fase final da Copa Sul-Americana:
Oitavas-de-final
| 19 de outubro | Flamengo | 0 – 4     | Universidad de Chile                                    | Estádio Engenhão, Rio de Janeiro |
| 21:50 (UTC−2) |          | Relatório | Felipe 13' (g.c.) · E. Vargas 41', 42' · Lorenzetti 71' | Árbitro: ARG Saúl Laverni        |

| 26 de outubro | Universidad de Chile | 1 – 0     | Flamengo | Estádio Nacional de Chile, Santiago |
| 20:50 (UTC−3) | Díaz 22'             | Relatório |          | Árbitro: PAR Carlos Amarilla        |

- Universidad de Chile ganhou por 5−0 no placar global.

Quartas-de-final
| 3 de novembro | Arsenal de Sarandí | 1 – 2     | Universidad de Chile              |                                                                                    |
| 19:30 (UTC-3) | Óbolo 46'          | Relatório | E. Vargas 45' · Canales 81' (pen) | Público: Estádio Julio Humberto Grondona, Buenos Aires Árbitro: URU Líber Prudente |

| 17 de novembro | Universidad de Chile                       | 3 – 0     | Arsenal de Sarandí | Estádio Nacional de Chile, Santiago |
| 21:45 (UTC-3)  | E. Vargas 10' · Castro 45+1' · Canales 55' | Relatório |                    | Árbitro: COL Wilmar Roldán          |

- Universidad de Chile ganhou por 5−1 no placar global.

Semifinais
| 23 de novembro | Vasco da Gama | 1 – 1     | Universidad de Chile | Estádio São Januário, Rio de Janeiro |
| 21:50 (UTC-2)  | Bernardo 32'  | Relatório | O. González 78'      | Árbitro: PAR Antonio Arias           |

| 30 de novembro | Universidad de Chile        | 2 – 0     | Vasco da Gama | Estádio Nacional de Chile, Santiago |
| 20:50 (UTC-3)  | Canales 30' · E. Vargas 73' | Relatório |               | Árbitro: URU Darío Ubriaco          |

- Universidad de Chile ganhou por 3−1 no placar global.

Final
| 8 de dezembro | LDU Quito | 0 – 1     | Universidad de Chile | Estádio La Casa Blanca, Quito           |
| 19:15 (UTC−5) |           | Relatório | E. Vargas 43'        | Público: 41,000 Árbitro: ARG Diego Abal |

| LDU Quito:    |    |                     |     |     |
|               |    |                     |     |     |
| G             | 22 | Alexander Domínguez |     |     |
| Z             | 6  | Jorge Guagua        |     |     |
| Z             | 2  | Norberto Araujo     |     |     |
| Z             | 14 | Diego Calderón      | 54' |     |
| LD            | 13 | Néicer Reasco       |     | 82' |
| V             | 18 | Fernando Hidalgo    |     |     |
| M             | 11 | Ezequiel González   | 74' |     |
| M             | 21 | Lucas Acosta        |     |     |
| A             | 16 | Hernán Barcos       |     |     |
| A             | 19 | Claudio Bieler      |     | 46' |
| Reservas:     |    |                     |     |     |
| G             | 25 | Daniel Viteri       |     |     |
| LD            | 12 | Galo Corozo         |     |     |
| LD            | 17 | Enrique Gámez       |     | 82' |
| Z             | 3  | Giovanny Caicedo    |     |     |
| Z             | 23 | Erwin Moreira       |     |     |
| A             | 10 | Luis Bolaños        |     | 46' |
| A             | 9  | Walter Calderón     |     |     |
| Treinador:    |    |                     |     |     |
| Edgardo Bauza |    |                     |     |     |

| Universidad de Chile: |    |                    |     |     |
|                       |    |                    |     |     |
| G                     | 25 | Jhonny Herrera     | 88' |     |
| Z                     | 4  | Osvaldo González   |     |     |
| Z                     | 2  | Marcos González    |     |     |
| Z                     | 13 | José Rojas         |     |     |
| LD                    | 6  | Matías Rodríguez   |     |     |
| Z                     | 5  | Albert Acevedo     |     |     |
| V                     | 21 | Marcelo Díaz       |     |     |
| M                     | 20 | Charles Aránguiz   |     | 89' |
| LE                    | 3  | Eugenio Mena       |     |     |
| A                     | 17 | Eduardo Vargas     | 51' |     |
| A                     | 19 | Gustavo Canales    | 58' | 72' |
| Reservas:             |    |                    |     |     |
| G                     | 1  | Esteban Conde      |     |     |
| LD                    | 23 | Juan Abarca        |     |     |
| V                     | 14 | Paulo Magalhaes    |     |     |
| V                     | 15 | Guillermo Marino   |     | 89' |
| M                     | 22 | Gustavo Lorenzetti |     |     |
| A                     | 7  | Diego Rivarola     |     |     |
| A                     | 16 | Francisco Castro   |     | 72' |
| Treinador:            |    |                    |     |     |
| Jorge Sampaoli        |    |                    |     |     |

| 14 de dezembro | Universidad de Chile               | 3 – 0     | LDU Quito | Estádio Nacional, Santiago                |
| 21:15 (UTC−3)  | E. Vargas 2', 86' · Lorenzetti 79' | Relatório |           | Público: 50,000 Árbitro: SP Wilson Seneme |

| Universidad de Chile: |    |                      |          |     |
|                       |    |                      |          |     |
| G                     | 25 | Jhonny Herrera       |          |     |
| Z                     | 4  | Osvaldo González     | 58'      |     |
| Z                     | 2  | Marcos González      |          |     |
| Z                     | 13 | José Rojas           |          |     |
| LD                    | 6  | Matías Rodríguez     | 65', 86' |     |
| V                     | 21 | Marcelo Díaz         | 30'      |     |
| M                     | 20 | Charles Aránguiz     |          |     |
| LE                    | 3  | Eugenio Mena         |          |     |
| A                     | 17 | Eduardo Vargas       | 79'      |     |
| A                     | 19 | Gustavo Canales      |          | 86' |
| A                     | 16 | Francisco Castro     |          | 54' |
| Reservas:             |    |                      |          |     |
| G                     | 1  | Esteban Conde        |          |     |
| Z                     | 5  | Albert Acevedo       |          |     |
| V                     | 14 | Paulo Magalhaes      |          |     |
| V                     | 15 | Guillermo Marino     |          |     |
| M                     | 22 | Gustavo Lorenzetti   |          | 54' |
| A                     | 7  | Diego Rivarola       |          | 86' |
| A                     | 11 | Luis Felipe Gallegos |          |     |
| Treinador:            |    |                      |          |     |
| Jorge Sampaoli        |    |                      |          |     |

| LDU Quito:    |    |                     |     |     |
|               |    |                     |     |     |
| G             | 22 | Alexander Domínguez |     |     |
| Z             | 6  | Jorge Guagua        | 68' |     |
| Z             | 2  | Norberto Araujo     |     |     |
| Z             | 14 | Diego Calderón      |     |     |
| LD            | 13 | Néicer Reasco       |     | 54' |
| V             | 18 | Fernando Hidalgo    | 10' |     |
| M             | 11 | Ezequiel González   | 40' |     |
| M             | 21 | Lucas Acosta        | 78' |     |
| A             | 10 | Luis Bolaños        |     | 67' |
| A             | 16 | Hernán Barcos       | 27' |     |
| Reservas:     |    |                     |     |     |
| G             | 25 | Daniel Viteri       |     |     |
| LD            | 12 | Galo Corozo         |     |     |
| LD            | 17 | Enrique Gámez       |     | 54' |
| Z             | 3  | Giovanny Caicedo    |     |     |
| Z             | 23 | Erwin Moreira       |     |     |
| V             | 15 | William Araujo      |     |     |
| A             | 9  | Walter Calderón     |     | 67' |
| Treinador:    |    |                     |     |     |
| Edgardo Bauza |    |                     |     |     |

- Universidad de Chile ganhou por 4−0 no placar global.

Premiação
| Copa Sul-Americana                       |
| Chile                                    |
| ---------------------------------------- |
| Universidad de Chile Campeão (1º título) |

## Partidas oficiais disputadas
O clube disputou sessenta e quatro partidas, sendo quarenta e três vitórias, dezesseis empates e cinco derrotas. A equipe marcou cento e trinta gols e sofreu cinquenta, com saldo de oitenta gols.
Última atualização em 26 de fevereiro de 2012.
Legenda:      Vitórias —      Empates —      Derrotas —      Clássicos[a]

### Primeira partida
| 29 de janeiro 1ª rodada | Deportes La Serena | 1 – 1 | Universidad de Chile | La Serena                                      |  |
| 15:30                   | Guidi 84'          |       | Puch 12'             | Estádio: La Portada Árbitro: CHI Eduardo Ponce |  |

### Campanha
Essa é a campanha na temporada:
|               | Mandante | Visitante | Clássicos[b] | Total |
| ------------- | -------- | --------- | ------------ | ----- |
| Jogos         |          |           |              |       |
| Vitórias      |          |           |              |       |
| Empates       |          |           |              |       |
| Derrotas      |          |           |              |       |
|               |          |           |              |       |
| Gols marcados |          |           |              |       |
| Gols sofridos |          |           |              |       |
| Saldo de gols |          |           |              |       |

Última atualização em 31 de dezembro de 2011.

## Artilharia
A artilharia da temporada:
| #     | Futebolista    | Total | Amistoso | Torneio Apertura | Copa Chile | Torneio Clausura | Copa Sul- Americana |
| ----- | -------------- | ----- | -------- | ---------------- | ---------- | ---------------- | ------------------- |
| 01    | Eduardo Vargas | 29    | 0        | 10               | 1          | 7                | 11                  |
| 02    | Castro         | 12    | 0        | 0                | 2          | 8                | 2                   |
|       |                |       |          |                  |            |                  |                     |
| TOTAL | TOTAL          | 31    | 0        | 10               | 3          | 15               | 13                  |

Última atualização em 31 de dezembro de 2011.

## Cartões
Os cartões amarelos e vermelhos recebidos durante a temporada:
| #     | Futebolista | Expulso | Penalizado com cartão amarelo |
| TOTAL | TOTAL       |         |                               |
| ----- | ----------- | ------- | ----------------------------- |

Última atualização em 31 de dezembro de 2011.

## Público
| Competição         | Mandante | Visitante | Clássicos[b] | Total | Média |
| ------------------ | -------- | --------- | ------------ | ----- | ----- |
| Torneio Apertura   |          |           |              |       |       |
| Copa Chile         |          |           |              |       |       |
| Torneio Clausura   |          |           |              |       |       |
| Copa Sul-Americana |          |           |              |       |       |
| Amistoso           |          |           |              |       |       |
| Total              |          |           |              |       | —     |
| Partidas           |          |           |              |       | —     |
| Média              |          |           |              |       | —     |

Última atualização em 31 de dezembro de 2011.